# Добрынин, Анатолий Фёдорович
Анато́лий Фёдорович Добры́нин (16 ноября 1919, дер. Красная Горка, Московская губерния — 6 апреля 2010, Москва) — советский дипломат, посол СССР в США (1962—1986). Член ЦК КПСС (1971—1990, кандидат в члены с 1966), секретарь ЦК КПСС (1986—1988). В 1986—1988 годах — заведующий Международным отделом ЦК КПСС. Депутат Верховного Совета СССР (1986—1989). Герой Социалистического Труда (1982).

## Биография
Родился в семье слесаря в деревне Красная Горка Можайского уезда, русский. По настоянию отца окончил Московский авиационный институт (МАИ) и поступил на работу на опытный завод КБ Яковлева.
Трудовую деятельность начал в 1942 году помощником декана факультета МАИ.
Летом 1944 года Добрынина вызвали с завода на встречу в ЦК ВКП(б), где инструктор по кадрам Сдобнов предложил ему отправиться на учёбу в Высшую дипломатическую школу. Как вспоминал потом Добрынин, «такое предложение, означавшее коренную ломку профессии», стало для него «полной неожиданностью». Сдобнов, сославшись на военную ситуацию, настоял, чтобы предложение было принято. Много позже Добрынин понял, что рекомендация его кандидатуры была сделана лично В. М. Молотовым. Это был «сталинский призыв» в дипломатию: первый курс ВДШ, куда в 1944 году поступил Добрынин, состоял из «молодых инженеров, преимущественно авиационной промышленности». С 1945 года член ВКП(б). В 1946 году с отличием закончил ВДШ и был оставлен ещё на год при ВДШ для защиты диссертации на соискание учёной степени кандидата исторических наук, посвящённой дальневосточной политике США. Диссертацию успешно защитил через 10 месяцев (в 1952 году она была издана Госполитиздатом в виде монографии «Дальневосточная политика США в период русско-японской войны» под псевдонимом А. Добров) и в 1947 году был принят на службу в Министерство иностранных дел СССР в учебный отдел.
Работал в секретариате министерства под началом В. М. Молотова, Д. Т. Шепилова, А. А. Громыко, В. А. Зорина.
С 1952 года советник-посланник посольства СССР в США. В 1957 году назначен заместителем генерального секретаря ООН. В 1959 году вернулся в Москву, возглавив департамент Северной Америки в МИД. С 1960 года член коллегии МИД СССР.
С 1962 года посол СССР в США. На этом посту сыграл важнейшую роль в разрешении Карибского кризиса, в разрядке международной напряжённости и стабилизации советско-американских отношений. Проработал советским послом в Соединённых Штатах почти 25 лет; за это время в СССР сменились пять генсеков, а в США — шесть президентов.
В 1966–1971 годах кандидат в члены ЦК КПСС, с 1971 – член ЦК КПСС. Был депутатом Верховного Совета СССР в 1986–1989 годах.
6 марта 1986 года избран секретарём ЦК КПСС и вернулся в Москву. Одновременно в 1986–1988 годах — заведующий Международным отделом ЦК КПСС. С 1988 года был советником главы государства М. С. Горбачёва по международным вопросам; официальное название его должности менялось вместе с названием должности Горбачёва, который был председателем Президиума Верховного Совета СССР (1988—1989), председателем Верховного Совета СССР (1989—1990) и президентом СССР (1990—1991).
В 1992 году вернулся в МИД в качестве советника-консультанта, имея пожизненный ранг чрезвычайного и полномочного посла.
Скончался 6 апреля 2010 года в Москве.
Урна с прахом А. Ф. Добрынина захоронена на Ваганьковском кладбище в Москве — в могиле родителей.

## Посол СССР
Анатолий Добрынин был назначен послом в США на очередном заседании Политбюро 4 января 1962 года. Его кандидатуру выставил Никита Хрущёв взамен М. А. Меньшикова, переведённого на должность министра иностранных дел РСФСР.
«Между послом Меньшиковым и главой советской дипломатии А. А. Громыко отношения сложились не лучшим образом. Поэтому, воспользовавшись приходом к власти нового американского президента, кремлёвский министр иностранных дел быстро заменил Меньшикова другим, более молодым послом Анатолием Фёдоровичем Добрыниным, которому тогда исполнился сорок один год. Он считался опытным дипломатом-американистом и, можно сказать, всю свою жизнь занимался советско-американскими отношениями, много лет проработал в США и имел связи во влиятельных кругах Вашингтона. Работая в МИД, он находился в непосредственном подчинении у Громыко и имел с ним хорошие личные отношения. Добрынин, безусловно, являлся человеком Громыко».

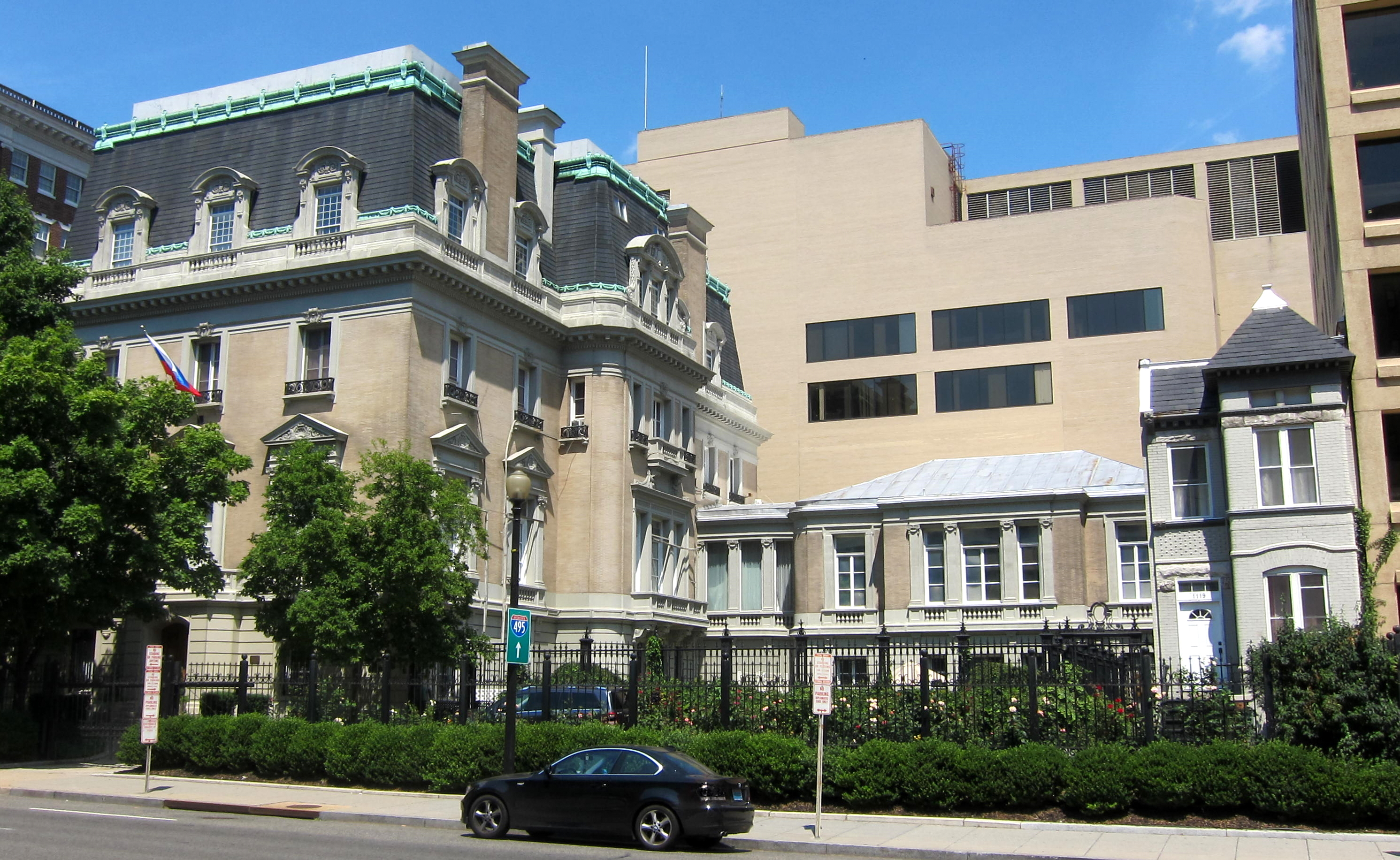
Резиденция советских послов в Вашингтоне, место жительства Анатолия Добрынина во времена работы в США.

На тот момент ключевой проблемой в отношениях с Западом был Германский вопрос и, в особенности, статус Берлина. Хрущёв и Громыко потребовали от Добрынина уделить максимальное внимание этой проблеме. 15 марта Анатолий Добрынин вступил в должность.

### Карибский кризис
Первым же серьёзным испытанием советско-американских отношений при Добрынине стал кризис отнюдь не в Германии, а на Кубе. Советское руководство приняло решение разместить там ракеты средней дальности с ядерными боеголовками с целью предотвратить возможные повторные попытки США вторгнуться на остров. Американцы обнаружили монтаж ракет 14 октября. Разразился Карибский кризис.
18 октября в Вашингтон прибыл министр иностранных дел СССР Андрей Громыко. Вместе с Добрыниным он провёл встречу с президентом США Джоном Кеннеди. В этой беседе Громыко ясно дал понять, что на Кубе нет советского наступательного оружия, но сразу после того, как он сел в самолёт и улетел в Москву, Кеннеди выступил с обращением к нации, где рассказал о развёртываемых Советским Союзом ракетах.
В разрешении кризиса Добрынин сыграл важнейшую роль. В ночь с 27 на 28 октября он провёл тайную встречу с братом президента США Робертом Кеннеди, и в ходе этой беседы было решено демонтировать советские ракеты на Кубе в обмен на демонтаж американских ракет в Турции.

### Разрядка

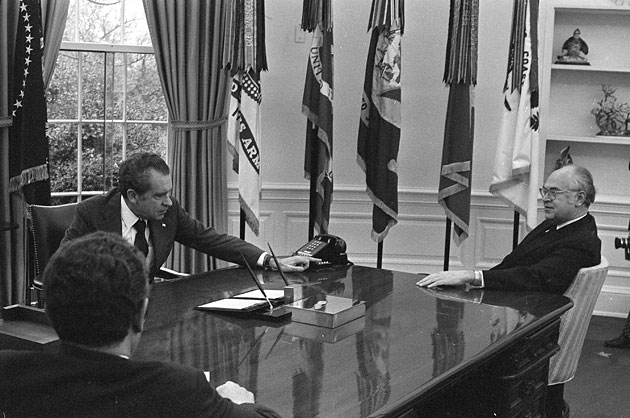
Р. Никсон и А. Ф. Добрынин (1973)

После Кеннеди и Джонсона президентом США стал Ричард Никсон. Анатолий Добрынин проводил частые встречи с Никсоном и его советником по делам национальной безопасности Генри Киссинджером. Между посольством СССР и Белым домом была проведена прямая телефонная линия.
В октябре 1969 года Добрынину было поручено передать в администрацию США предложение Советского Союза о начале переговоров об ограничении гонки вооружений. С ноября 1969 по май 1972 года велись активные переговоры по закрытой линии, и 26 мая в ходе визита Никсона в Москву был подписан советско-американский Договор об ограничении систем противоракетной обороны, в 1979 году — об ограничении стратегических вооружений.
Партнер Добрынина по переговорам тех лет Генри Киссинджер вспоминал: «Добрынин был свободен от склонности рядовых советских дипломатов к мелким препирательствам для демонстрации своей бдительности перед начальством; он понимал, что во внешних делах репутация надежности является важным капиталом. Человек тонкий и организованный, обаятельный внешне и внутренне неизменно осмотрительный, Добрынин парил в верхних эшелонах Вашингтона с редким искусством. Сочетание незаурядного дипломатического таланта с апогеем подпиравшей его личные усилия советской геополитической мощи позволило Добрынину стать самым влиятельным послом СССР в Вашингтоне за всю историю советско-американских отношений». Сергей Феликсович Черняховский отмечал: "Киссинджер установил почти дружеские отношения с советским послом в США Анатолием Добрыниным, над наивностью которого он, правда, открыто посмеивается в своих мемуарах".

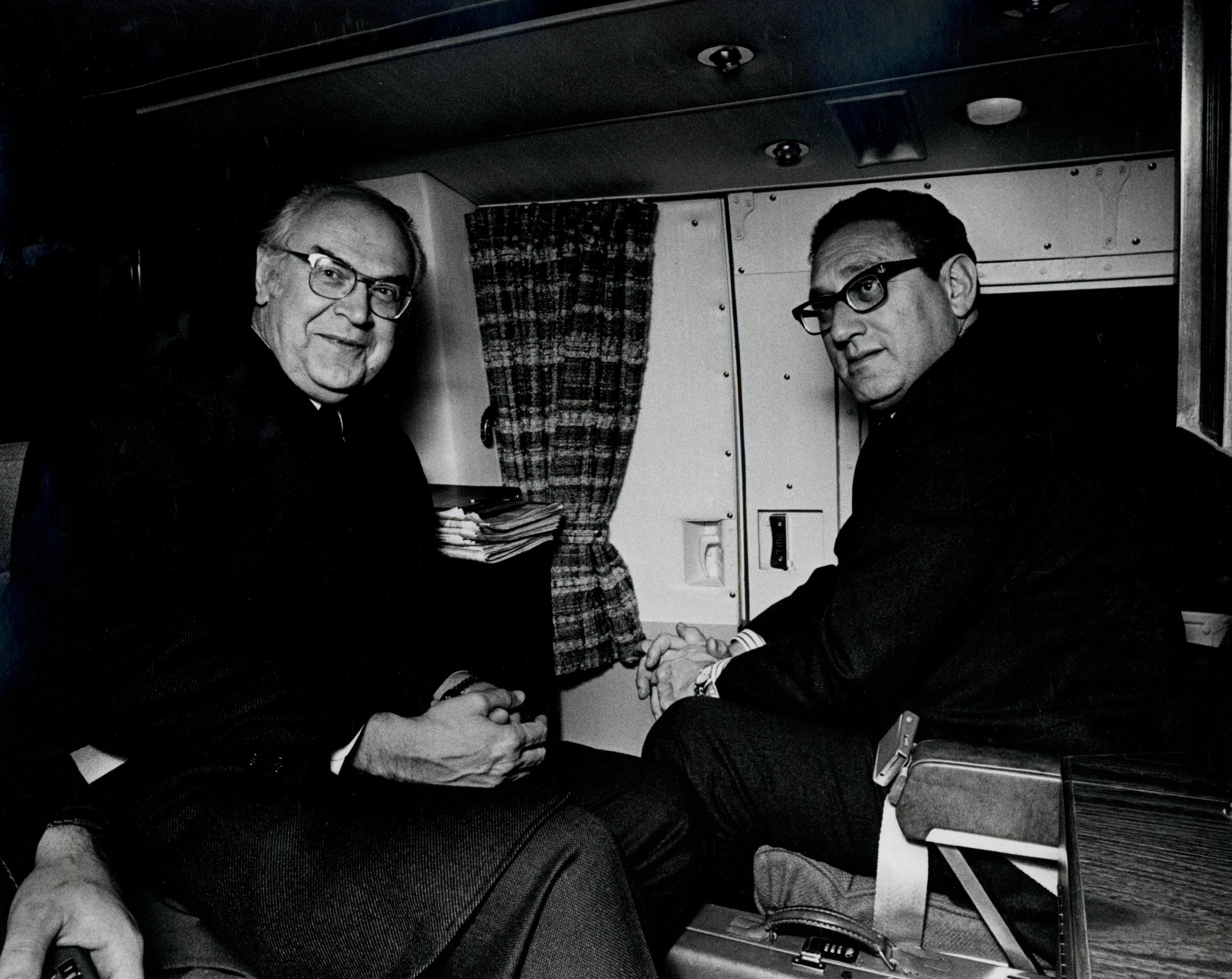
А. Ф. Добрынин и Г. Киссинджер (1973)

В ноябре 1985 года в Женеве прошла встреча Рональда Рейгана и Михаила Горбачёва, с которой началась новая эпоха советско-американских отношений.
6 марта 1986 года избран секретарём ЦК КПСС по международным вопросам и покинул Вашингтон, чтобы занять эту должность. Так завершилось рекордное в истории советской дипломатии 24-летнее пребывание Анатолия Добрынина на посту посла в США.
В 1986—1988 годах заведующий Международным отделом ЦК КПСС.
По свидетельству Валентина Чикина, при обсуждении на Политбюро публичного письма Нины Андреевой «Не могу поступаться принципами», принял позицию Лигачёва.

## Награды и звания
- Орден Почёта (18 августа 2009) — за большой вклад в реализацию внешнеполитического курса Российской Федерации и многолетнюю дипломатическую службу[12].
- Анатолий Фёдорович — Герой Социалистического Труда[13], Заслуженный работник дипломатической службы Российской Федерации, Почётный доктор Дипломатической академии МИД России.
- Добрынин — автор многочисленных публикаций в отечественной и зарубежной прессе. В частности, он является автором автобиографической книги «Сугубо доверительно» (ISBN 5-85212-078-2), переведённой на многие языки и являющейся по сути дидактическим пособием «добрынинской школы» дипломатии.
- Благодарность президента Российской Федерации (25 ноября 1999) — за многолетнюю и плодотворную дипломатическую деятельность[14].

## Киновоплощения
Как многолетний посол СССР в США, Добрынин стал персонажем ряда американских фильмов.
- Харри Гоз «Кеннеди» (1983)
- Илья Баскин «Тринадцать дней» (2000)
- Дэвид Лайт «Черная метка» / Blackmark (2018).